# Улица Плеханова (Москва)
Улица Плеха́нова (в 1950—1964 — Плехановская улица, ранее — 2-я Владимирская улица) — улица в Восточном административном округе города Москвы на территории района Перово. Проходит от Шоссе Энтузиастов до Кусковской улицы, пересекая Зелёный проспект. Ранее носила название Второй Владимирской улицы. С 1950 года — Плеханова.

## Происхождение названия
Первоначальное название — Плехановская улица — дано 30 августа 1950 года в честь Г. В. Плеханова (1856—1918) — философа, пропагандиста марксизма. Современная форма названия утверждена 28 февраля 1964 года. Ранее называлась 2-я Владимирская улица.

## История
С 2011 года ведутся строительные работы по прокладке трубопровода Измайловского канализационного узла. Работы осуществляет компания ООО "ИФСК «АРКС» («Раксон»).
- Высотки в районе дома 18/19
- Жилые дома в конце улицы
- Вид на Перовскую улицу с улицы Плеханова

## Транспорт
- Станции метро (Калининская линия и Таганско-Краснопресненская линия):
  - «Перово» — 1,3 км от перечения с Зелёным проспектом
  - «Шоссе Энтузиастов» — в 310 м от пересечения с Шоссе Энтузиастов 
 в 1,5 км от пересечения с Зеленым проспектом (по прямой)
- Железнодорожный транспорт:
  - Станция МЦК «Шоссе Энтузиастов» — в 670 м от пересечения с Шоссе Энтузиастов 
 в 1,63 км от пересечения с Зеленым проспектом (по прямой)
  - Платформа «Перово» Казанского направления МЖД — в 520 м от пересечения с Кусковской улицей
  - Платформа «Чухлинка» Горьковского направления МЖД — в 920 м от пересечения с Кусковской улицей
- Автобусные маршруты 83, 131, 254, 469, 619, 787, т77
 На пересечении с Шоссе Энтузиастов находится остановка «Улица Плеханова».